# ميك سناو
ميك سناو (بالإنجليزية: Miike Snow)‏ مجموعة موسيقية سويدية تكونتْ سنة 2007، وتخص في موسيقى آندي بوب (بالإنجليزية: indie pop)‏ التي تنحدر من موسيقى الروك.

## ألبومات
- ميك سناو (2009)
- سعيد لك (2012)

## روابط خارجية
- ميك سناو على موقع IMDb (الإنجليزية)
- ميك سناو على موقع ميوزك برينز (الإنجليزية)
- ميك سناو على موقع رولينغ ستون (الإنجليزية)
- ميك سناو على موقع أول ميوزيك (الإنجليزية)
- ميك سناو على موقع ديسكوغز (الإنجليزية)

- الموقع الرسمي للمجموعة